# Iglesia de Orsanmichele

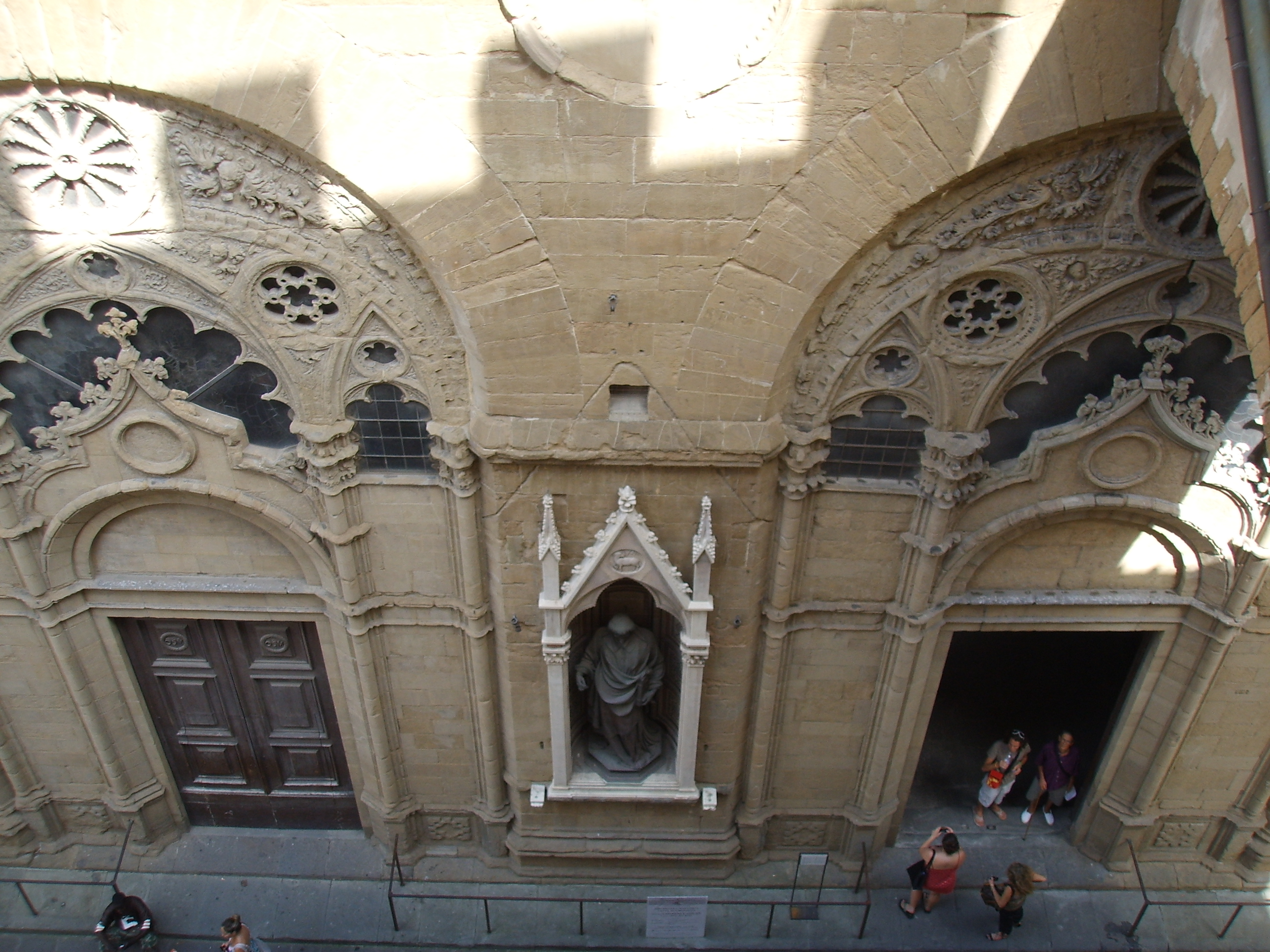
Entrada de la Iglesia de Orsanmichele.

La Iglesia de Orsanmichele (del dialecto toscano que quiere decir "Huerto de San Miguel", ya que fue construida sobre el terreno donde se encontraba el huerto del desaparecido monasterio de San Miguel) es una iglesia ubicada en la ciudad de Florencia, Italia.
Localizada en la Vía Calzaiuoli de Florencia, la iglesia fue construida en 1337 por Francesco Talenti, Neri di Fioravante, y Benci di Cione, originalmente como un mercado de granos. Entre los años 1380 y 1404 fue convertido en iglesia y usado como capilla por los más poderosos gremios de artesanos y comerciantes de Florencia. En la planta baja del edificio están los arcos del siglo XIII que originalmente formaron la logia del mercado. El segundo piso se dedicó a los oficios, mientras el tercero albergaba uno de los graneros municipales, mantenido en caso de hambrunas o estados de sitio. A fines del siglo XIV se le ordenó a los gremios encargar estatuas de sus santos patronos para embellecer la fachada de la iglesia. Las esculturas que se observan en la actualidad son réplicas, puesto que las originales se encuentran en diferentes museos.

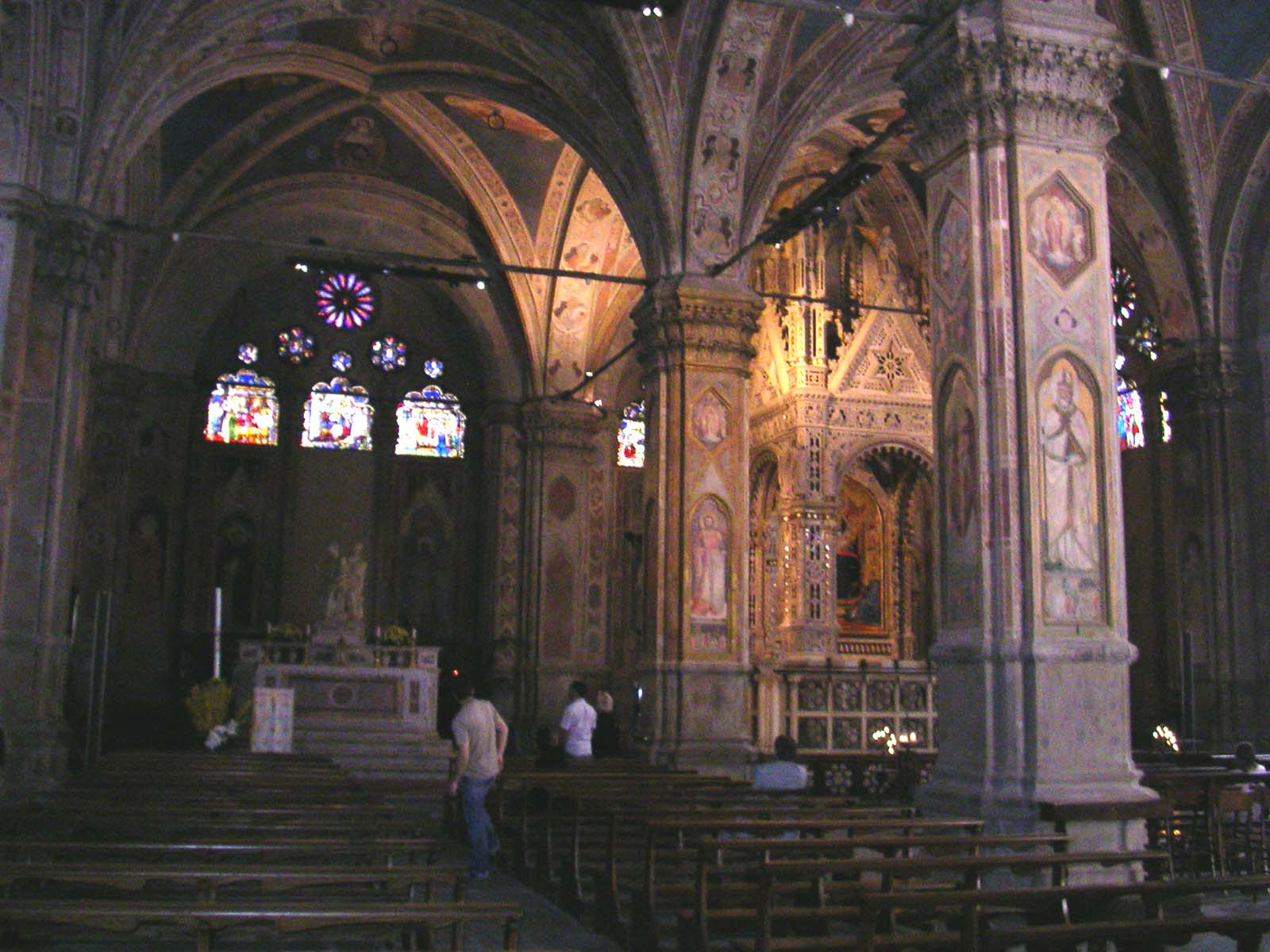
Interior de la Iglesia de Orsanmichele.

## El interior
El interior de Orsanmichele está dividido en dos naves por medio de seis pilares cuadrados.Este espacio abovedado se encuentra entre los ejemplos más eximios de la decoración de interiores en Florencia a finales de la Edad Media. En la parte baja de los pilares del lado Norte aún se aprecian los agujeros para el grano, reminiscencia del primitivo uso de la iglesia como granero. Además de los frescos de las bóvedas, que datan del siglo xv, cabe destacar las vidrieras con escenas de la vida de la Virgen María, más o menos de la misma época, que se encuentran en perfecto estado de conservación. La pieza más notable de la decoración interior es el monumental tabernáculo gótico de Andrea Orcagna, de mármol (1359). La suntuosidad de la pieza se extiende también al cuadro de la Virgen que encierra, basada en un antiguo icono de la "Virgen y el niño",  pintado por Bernardo Daddi en 1347 en sustitución de la imagen antigua, destruida por las llamas en 1304.

## Exterior
La fachada tiene 14 nichos, los cuales, fueron llenados entre 1399 y 1430 con verdaderas obras maestras, las que incluyen:
- La Virgen y el niño (1399), de Simone di Ferrucci, encargado por los médicos y los boticarios.
- Los cuatro santos coronados (Claudio, Cástor, Sinfroniano y Nicostrato) (1408), de Nanni di Banco, encargado por los trabajadores de canteras y de madereras.
- San Lucas (1405-1410), de Juan de Bolonia, encargado por los magistrados y los notarios.
- San Marcos (1411), de Donatello, encargado por trabajadores de hilo.
- San Felipe (1412-1414) de Nanni di Banco, encargado por los zapateros.
- San Luis de Toulouse (1413), de Donatello, luego reemplazado por el Cristo y Santo Tomás de Andrea del Verrocchio, encargado por los comerciantes.
- San Elegio (1411-1415), de Nanni di Banco, encargado por los herreros. Vista exterior.

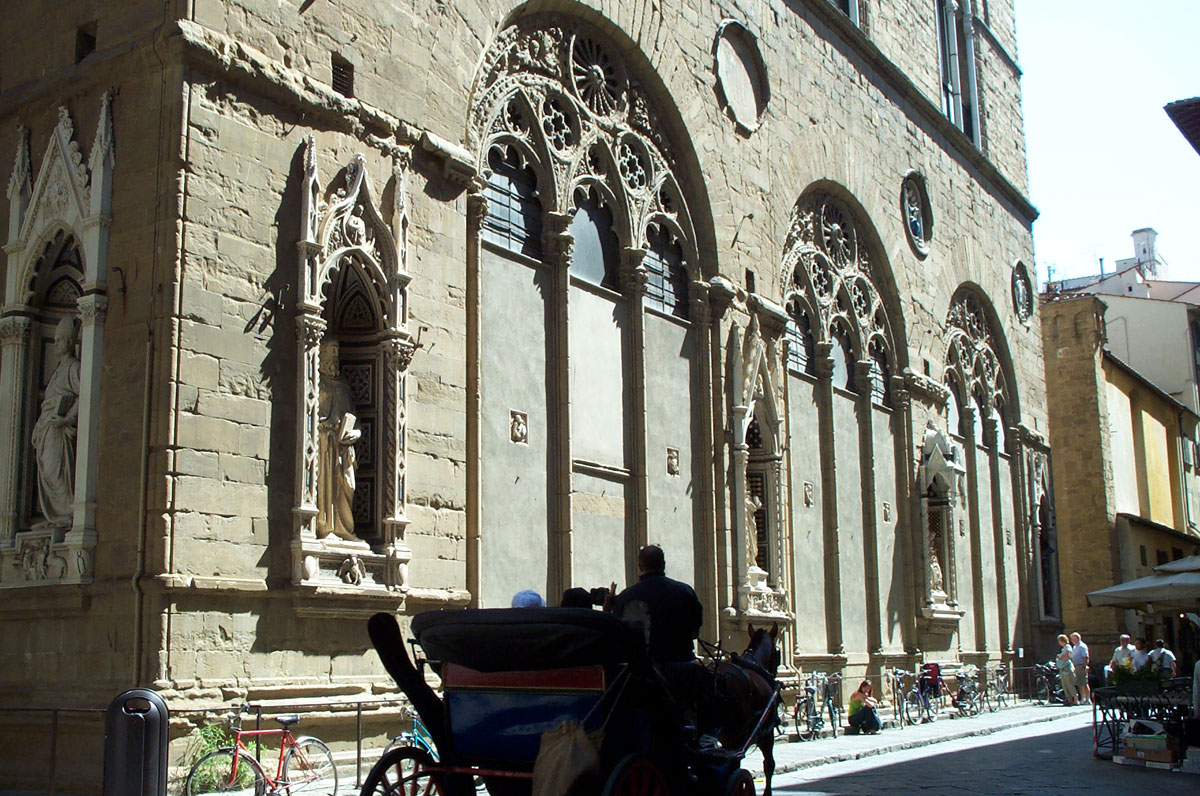
Vista exterior.

- Santiago (1415), probablemente de Lamberti, encargado por los comerciantes de peletería.
- San Pedro (1415), por Ciuffagni, encargado por los carniceros.
- San Juan el Bautista (1414-1416), de Lorenzo Ghiberti, encargado por los comerciantes de lana.
- San Jorge (1416), de Donatello, encargado por los constructores de armaduras.
- San Mateo (1419-1420), de Lorenzo Ghiberti, encargado por los banqueros.
- San Esteban (1428), de Lorenzo Ghiberti, encargado por los fabricantes de lana.
- San Juan Evangelista, de Baccio da Montelupo, encargado por los comerciantes de seda.

Los tres gremios más ricos optaron por hacer sus figuras en bronce, más costoso, cuyo precio era de aproximadamente diez veces el monto de las figuras de piedra.

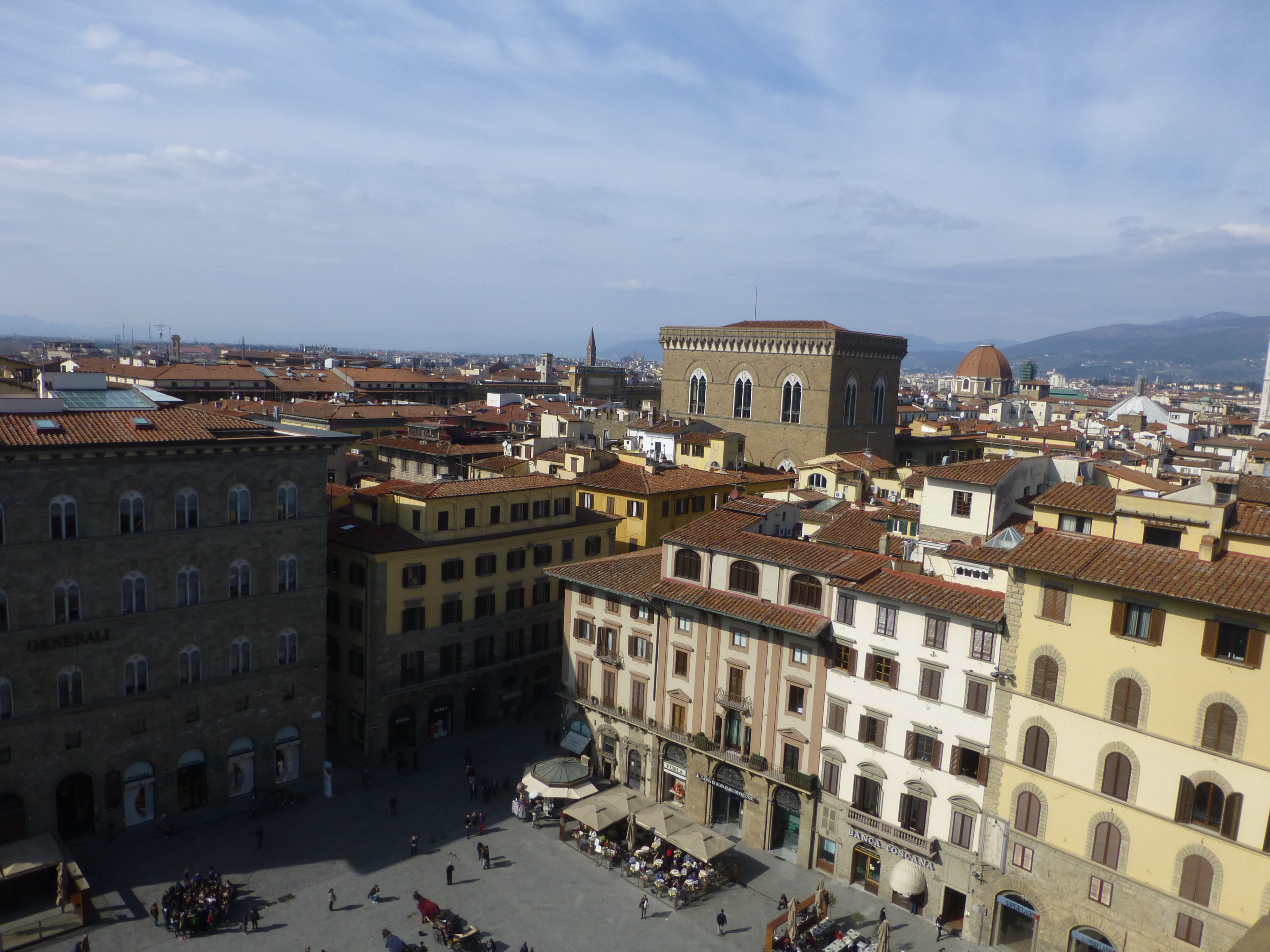
Orsanmichele en el centro del casco antiguo de Florencia

## Valoración moderna
Las estatuas de Orsanmichele son un vestigio de la devoción y orgullo de los comerciantes florentinos. Hoy en día, todas las esculturas han sido retiradas y reemplazadas por réplicas para su protección. Los originales se encuentran principalmente en el museo de Orsanmichele, que ocupa el piso superior de la iglesia. Dos trabajos de Donatello se encuentran en otros museos de Florencia, el Bargello y la Basílica de Santa Cruz.